# Richard Burke (2e comte de Clanricard)
Pour les articles homonymes, voir Richard Burke et Burke.
Richard Sassanach Burke, (mort le 24 juillet 1582), est le 2e Comte de Clanricard 
Il est  surnommé  Sassanach, c'est-à-dire  « le Saxon », du fait de ses alliances avec les anglo-irlandais

## Biographie
Richard Sassanach Burke est le fils de Ulick na gCeann Burke (1er comte de Clanricard) et de Grace O'Carroll. 
Du fait de ses multiples mariages et de ses relations extra-conjugales de nombreux prétendants se disputent la successions de son père.
Considéré comme l’aîné des enfants légitimes, né de la première et seule union de son père réputée valide, il réussit à obtenir la succession du titre comtal et d'être reconnu 2e comte de Clanricard en 1544. Il doit cependant faire face à la concurrence d'un cousin germain de son père  Sir Uilleag Burke fils aîné de Ricard Óg Burke qui se maintient comme 13e chef des Mac William Uachtar de 1544 à 1551. Ensuite même après le meurtre, par O'Madden, de son demi-frère Thomas Fearanta en 1546, l'opposition sporadique de ses autres demi-frères dont John se poursuit jusqu'en 1568
Richard réussit à étendre son influence aux dépens des O 'Kelly (Ua Cellaigh) rois de Ui Mhaine et des  O'Madden dans l'est du comté de  Galway, il vassalise les O'Shaughnessey dans le sud, en s'alliant avec les  O'Connor Donn et les O'Brien du comté de Thomond. Ses autres alliés mineurs sont les Mac Costelloe et Mac  Morris, qui l'ont reconnu pour éviter l’empiétement des Bourke de Mayo. En 1559 le Clanricard combat dans les rangs des vaincus lors de la Bataille de Spancel Hill (en) dans le comté de Clare dans le contexte d'un conflit interne de succession dans la famille O'Brien.
Vers 1570 ses fils se rebellent contre lui et le gouvernement anglo-irlandais. Pendant cette décennie éclatent des conflits armés réguliers dans la région qui entraînent la dévastation de cités comme  Galway, Athenry et Loughrea. Son fils John est pendu à Galway trois jours après  l'exécution de Turlough (Toirdealbhach) de Fomerla O'Brien pour rébellion . Au moment de sa mort, Burke avait enduré une peine d'emprisonnement à Dublin entre 1576 et 1577 par le Lord justicier Henry Sydney   et des trahisons répétées de ses fils. Après sa mort, la poursuite de la guerre est évitée lorsque  Ulick Mac an Iarla Burke tue son frère, John des Shamrocks et est reconnu comme le 3e comte de Clanricard.

## Unions et postérité
Il épouse successivement: 
1) avant 6 octobre 1548 Margaret O'Brien, fille de Murrough O'Brien 1er comte de Thomond et d' Eleanor FitzGerald.  HIl divorce de sa première épouse,  Margaret O'Brien après l'avoir accuser de sorcellerie contre lui. 
2) le 24 novembre 1553 Margaret O'Brien, fille de Donough O'Brien, 2e comte de Thomond et d' Helen Butler ; 
3) en 1568 Julia Mac Carthy, fille de  Cormac Óg Mac Carthy, 
Dont il laisse plusieurs fils dont:
- Uilleag Mac an Iarla 3e comte de Clanricard ;
- John baron de Leitrim en 1583 (assassiné en 1583)  ;
- William  († pendu en 1581).

## Sources
- (en) T.W Moody, F.X. Martin, F.J. Byrne A New History of Ireland , Volume IX Maps, Genealogies, Lists. A companion to Irish History part II . Oxford University Press réédition 2011  (ISBN 9780199593064).